# 雲南陸軍講武堂

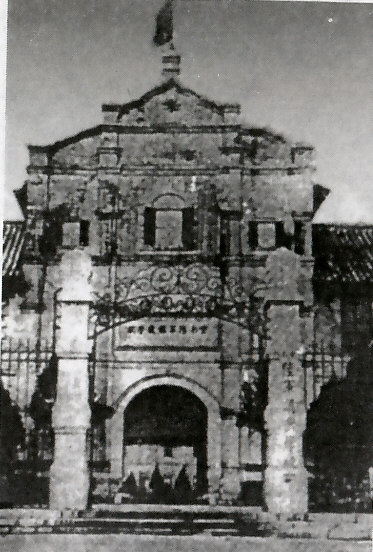
雲南陸軍講武堂正門

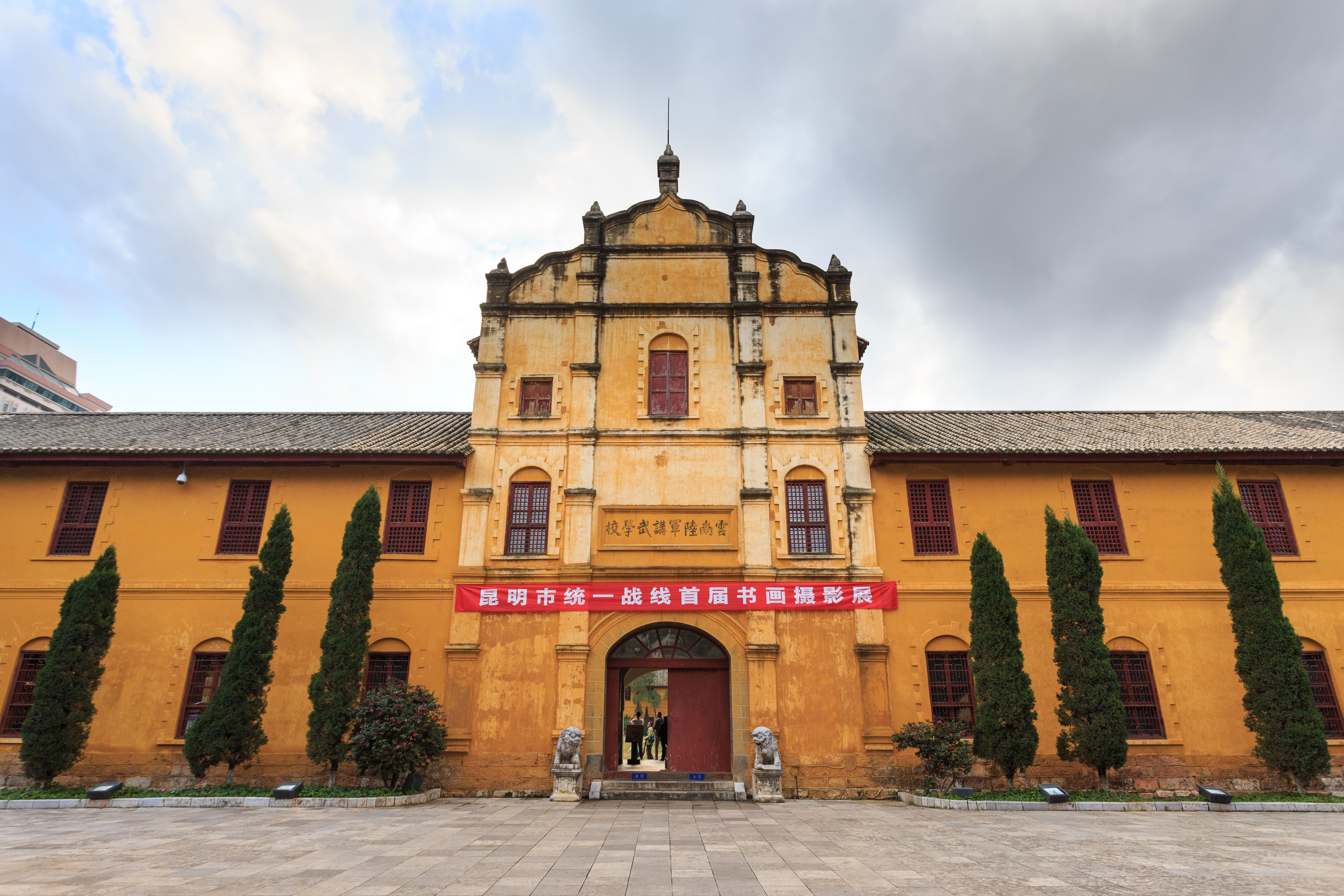

雲南陸軍講武堂（うんなんりくぐんこうぶどう）は、清末の雲南省に創設された軍事学校。中華民国の時代になると、雲南陸軍講武学校と改称された。雲南講武堂と略称されることもある。

## 概要
1908年（光緒34年）に設立準備が開始され、翌年8月、昆明の翠湖において開学した。総弁（校長）は胡景伊・高爾登・李根源らが務めている。甲乙丙の3班で構成され、後に特別班が増設された。兵科は、歩兵・騎兵・砲兵・工兵の4科があった。学習期間は、1年半と2年半の2種類で、後者は特別班である。特別班では、国文・倫理・器械画・算術・地理・歴史・英語・フランス語・歩兵操典・射撃教範などをまず学び、1年後、兵科ごとに分けられ、専門的に軍事を学んだ。
雲南陸軍講武堂の教官・学生には、中国同盟会に所属する者が多く、また、日本陸軍士官学校卒業生の教官も目立つ。1911年（宣統3年）10月、武昌起義に呼応した昆明重九起義（雲南辛亥革命）では、講武堂の教官・学生たちが革命派の軍隊として蜂起している。講武堂出身者は、雲南派形成においても中核となり、護国戦争（第三革命）でも護国軍の主力を担った。
1912年（民国元年）、雲南陸軍講武堂は雲南陸軍講武学校と改称され、唐継尭・顧品珍・何応欽・竜雲らが校長を歴任している。22期にわたり学生を輩出し、1927年（民国16年）、廃校となった。
主な卒業生としては、竜雲・盧漢ら雲南派の軍人たちだけでなく、中国共産党の朱徳・葉剣英といった中国人民解放軍創設者たちもあげられる。また、昆明市五華区にある陸軍講武堂の建物は近年修復され、一般にも公開されている。

## 教員
雲南陸軍講武堂総弁
- 韓建鐸（中国語版）（1907年－1907年、準備段階）
- 胡景伊（1907年－1909年、準備段階）
- 高爾登（中国語版）（1909年－1910年）
- 李根源（1910年5月－1911年8月22日）
- 張毅（1911年－1912年）
- 謝汝翼（中国語版）（1912年－1912年）

雲南陸軍講武学校校長
- 劉祖武（中国語版）（1912年－1913年）
- 顧品珍（1914年－1915年）
- 張子貞（中国語版）（1916年－1916年）
- 韓鳳楼（中国語版）（1917年－1917年）
- 鄭開文（中国語版）（1917年－1918年）
- 呉和宣（1918年－1918年）
- 唐継虞（1919年－1919年）
- 唐継虞（1920年－1920年、高等軍事学校校長）
- 韓建鐸（1921年－1921年）
- 戢翼翹（中国語版）（？－？）
- 劉国棟（1923年－1925年）
- 高向春（1926年－1926年、講武学校予科主任）
- 竜雲（1927年－1927年）
- 胡若愚（1927年－1927年）
- 呉和宣（1928年－1928年）
- 王兆翔（1928年－1928年）

教官
- 劉存厚戦術教官
- 李根源監督兼歩兵科教官、講武堂総弁
- 羅佩金歩兵科教官
- 顧品珍兵学教官
- 張開儒
- 李鴻祥
- 胡景伊

## 卒業生
第3期
- 朱徳

第4期
- 竜雲

第12期
- 葉剣英・李範奭・金子烈

第16期
- 楊林

第17期
- 周保中・崔庸健

第18期
- 朱鼎卿